# Scarleth Mercado
Scarleth Elizabeth Mercado López (9 de agosto de 1996) es una levantadora de pesas nicaragüense, que compite en la categoría de 53 kg, y en representación de Nicaragua en las competiciones internacionales. Compitió en el Campeonato Mundial de Halterofilia de 2015, quedando en la posición 34°, y en el evento de menos de 53 kg femenino de los Juegos Olímpicos de Río de Janeiro 2016, tras ser invitada por la Federación Internacional de Halterofilia. Allí finalizó en el décimo puesto con 155 puntos.